# Neolophonotus ochrochaetus
Neolophonotus ochrochaetus är en tvåvingeart som beskrevs av Hull 1967. Neolophonotus ochrochaetus ingår i släktet Neolophonotus och familjen rovflugor. Inga underarter finns listade i Catalogue of Life.